# Springfield (Missouri)
Pour les articles homonymes, voir Springfield.
La ville de Springfield est la troisième agglomération la plus peuplée de l’État du Missouri, aux États-Unis, avec une population estimée à 167 376 habitants en 2017. Elle est le siège du comté de Greene.

## Géographie
Springfield est située sur l'historique Route 66.
Selon le Bureau du recensement américain, la ville s'étend sur 191,1 km2.

## Histoire
L'origine du nom de la ville n'est pas claire, mais l'opinion la plus courante est qu'elle a été nommée d'après la ville de Springfield dans le Massachusetts par des migrants de cet État. Selon l'un d'eux, James Wilson, qui vivait dans cette ville alors inconnue, offrait du whisky à tous ceux qui voteraient pour le nom de Springfield, d'après sa ville natale dans le Massachusetts. Mais selon le directeur du Springfield Express, J. G. Newbill, c'est Springfield dans le Tennessee qui aurait donné son nom à la ville. Et d'après l'historien R. I. Holcombe, la ville aurait été baptisée ainsi du fait de la présence d'une source et d'un champ sur une colline.

### Première implantation
La présence des Amérindiens dans la région ralentit la colonisation de la terre par les Européens. Bien avant les années 1830, les indigènes Kickapous et Osages, et les Lenapes du milieu de la côte atlantique s'étaient établis dans cette région. Les Osages étaient la tribu dominante depuis plus d'un siècle dans la grande région.
Du côté sud-est de la ville, en 1812, environ 500 Amérindiens Kickapous avaient construit un petit village d'environ 100 wigwams, puis abandonné le site en 1828. À dix milles au sud du site de Springfield, les Lenapes avaient construit d'importantes maisons d'habitation qui empruntaient des éléments du style anglo-colonial du centre de l'Atlantique, d'où leur peuple avait migré.
Les premiers colons européens américains à s'établir dans la région sont John Polk Campbell et son frère, qui quittent le Tennessee pour s'y installer en 1829. Campbell choisit la région en raison de la présence d'un puits naturel s'écoulant dans un petit ruisseau. Les colons Thomas Finney, Samuel Weaver et Joseph Miller se joignent à Cambell, et défrichent la terre pour l'aménager à des fins agricoles. Un petit magasin général est bientôt ouvert.
En 1833, la partie sud de l'État est nommée comté de Greene en l'honneur du général Nathanael Greene, héros de la guerre d'indépendance. L'Assemblée législative cède 50 acres de terre à John Campbell pour la création d'un siège de comté en 1835. Campbell aménage les rues et les terrains de la ville.
Le gouvernement des États-Unis impose la déportation des Indiens au cours des années 1830, forçant les cessions de terres dans le sud-est et dans d'autres régions, et le déplacement des tribus vers le territoire indien. En 1838, lors du déménagement des autochtones Cherokee, la Piste des Larmes passait par Springfield à l'ouest, le long de l'Old Wire Road,.

### Guerre de Sécession
En 1861, la population de Springfield est passée à environ 2 000 habitants et elle est devenue une importante plaque tournante commerciale. Au début de la guerre de Sécession, Springfield est divisée, car elle a été colonisée par des gens du Nord et du Sud, ainsi que par des immigrants allemands au milieu du XIXe siècle qui ont tendance à soutenir l'Union.
L'Union et les armées confédérées reconnaissent toutes deux l'importance stratégique de la ville et cherchent à la contrôler. La bataille de Wilson's Creek a lieu le 10 août 1861, à quelques milles au sud-ouest de la ville. La bataille est une victoire confédérée, et Nathaniel Lyon est le premier général de l'Union tué dans la guerre civile. Les troupes de l'Union se retirent à Lebanon pour se regrouper. À leur retour, ils constatent le départ de la plupart des Confédérés.
Le 25 octobre 1861, le major Charles Zagonyi mène une attaque contre les Confédérés restants dans la région, dans une bataille connue sous le nom de Première bataille de Springfield, ou Charge de Zagonyi. Les hommes de Zagonyi enlevent le drapeau confédéré de la place publique de Springfield et retournèrent au camp. C'est la seule victoire de l'Union dans le sud-ouest du Missouri en 1861. L'intensification de l'activité militaire dans la région prépare le terrain pour la bataille de Pea Ridge dans le nord de l'Arkansas en mars 1862.
Le 8 janvier 1863, les forces confédérées du général John S. Marmaduke avancent pour prendre le contrôle de Springfield et un combat urbain s'engage. Mais ce soir-là, les Confédérés se retirent. C'est ce qu'on a appelé la seconde bataille de Springfield. La ville reste sous le contrôle de l'Union jusqu'à la fin de la guerre. L'armée américaine utilise Springfield comme base d'approvisionnement et point central d'opération pour les activités militaires dans la région.

### Wild Bill Hickok
Peu après la fin de la guerre civile, le 21 juillet 1865, Wild Bill Hickok tue Davis Tutt en duel à la suite d'un désaccord au sujet d'une dette de jeu.
Le 25 janvier 1866, Hickok se trouve toujours à Springfield lorsqu'il voit un policier de Springfield, John Orr, tirer et tuer James Coleman après que Coleman s'est ingéré dans l'arrestation de Bingham, un ami de Coleman. Hickok témoigne dans cette affaire : Orr est arrêté, libéré sous caution et prend la fuite.

### Lynchages
La période qui suit la reconstruction jusqu'au début du XXe siècle continue d'être socialement instable, les Blancs attaquant les Noirs dans le Sud afin d'aider à maintenir la suprématie des premiers. Certaines villes et comtés du Missouri, en particulier dans les anciennes zones d'esclavage, connaissent également des lynchages commis sur des affranchis et leurs descendants.
Le 14 avril 1906, une foule blanche s'introduit par effraction dans la prison du comté de Springfield et lynche deux hommes noirs, Horace Duncan et Fred Coker, pour agression sexuelle présumée contre Mina Edwards, une femme blanche. Plus tard, ils retournent à la prison, où d'autres prisonniers afro-américains sont détenus, et emmènent Will Allen, accusé du meurtre d'un homme blanc. Les trois suspects sont pendus à la tour Gottfried, qui abritait une réplique de la statue de la Liberté, et brûlés sur la place du palais de justice par une foule de plus de 2 000 Blancs. Le juge Azariah W. Lincoln convoque un grand jury, mais personne n'est poursuivi. Les débats ont été couverts par les journaux nationaux, le New York Times et le Los Angeles Times. Immédiatement après, les habitants du Missouri auraient émis deux pièces commémoratives. L'employeur de Duncan et de Coker a témoigné qu'ils étaient à son entreprise au moment du crime contre Edwards, et d'autres éléments de preuve ont suggéré qu'ils étaient tous innocents, ainsi qu'Allen,.
Ce sont les trois seuls lynchages enregistrés dans le comté de Greene. Mais les meurtres extrajudiciaires s'inscrivent dans un schéma de discrimination, de violence répétée et d'intimidation des Afro-Américains dans cette ville et dans le sud-ouest du Missouri de 1894 à 1909, dans le but de les expulser de la région. Les Blancs du comté de Lawrence ont également lynché trois Afro-Américains au cours de cette période. Après le lynchage de masse à Springfield, de nombreux Afro-Américains quittent la région dans un exode massif.
Au XXIe siècle, les Afro-Américains constituent une très petite minorité à Springfield et dans les Ozarks. Une plaque historique à l'angle sud-est de la place du palais de justice de Springfield rend hommage à Duncan, Coker et Allen, les trois victimes de cette violence collective,.

## Démographie
| Groupe            | Springfield | Missouri | États-Unis |
| ----------------- | ----------- | -------- | ---------- |
| Blancs            | 88,7        | 82,8     | 72,4       |
| Afro-Américains   | 4,1         | 11,6     | 12,6       |
| Métis             | 3,2         | 2,1      | 2,9        |
| Asiatiques        | 1,9         | 1,6      | 4,8        |
| Autres            | 1,2         | 1,4      | 6,4        |
| Amérindiens       | 0,8         | 0,5      | 0,9        |
| Océaniens         | 0,2         | 0,1      | 0,2        |
| Total             | 100         | 100      | 100        |
|                   |             |          |            |
| Latino-Américains | 3,7         | 3,6      | 16,4       |

Selon l'American Community Survey, pour la période 2011-2015, 94,03 % de la population âgée de plus de cinq ans déclare parler l'anglais à la maison, 2,61 % l’espagnol, 0,72 % une langue chinoise, 0,51 % le vietnamien et 2,13 % une autre langue.

## Éducation
Enseignement supérieur : 
- Assemblies of God Theological Seminary
- Baptist Bible College
- Central Bible College
- Université de Drury (en)
- Evangel University
- Forest Institute of Professional Psychology
- Missouri State University
- Ozarks Technical Community College
- St. John's College of Nursing and Health Sciences of Southwest Baptist University
- Vatterott College
- Springfield College
- Bryan College.

## Dans la culture populaire
Springfield est connue pour avoir été la ville d'enfance de Brad Pitt, et également la ville où se déroule principalement l'histoire des Simpsons.

## Jumelages
- Tlaquepaque (Mexique)
- Isesaki (Japon)
- Tours (France)